# SN 2005bc
SN 2005bc — сверхновая звезда типа Ia, вспыхнувшая 2 апреля 2005 года в галактике NGC 5698, которая находится в созвездии Волопас.

## Характеристики
Сверхновая была зарегистрирована американскими астрономами-любителями Тимом Пакеттом (англ. Tim Puckett) и Л.Коксом (англ. L. Cox), а также, независимо, сотрудниками Ликской обсерватории, принадлежащей Калифорнийскому университету в Санта-Крузе. Сверхновая принадлежит к типу Ia, то есть её прародителем был белый карлик, взорвавшийся в двойной системе.
Сверхновая вспыхнула в NGC 5698 — спиральной галактике с перемычкой, находящейся на расстоянии около 200 миллионов световых лет от нас. Местоположение SN 2005bc — 4.6" к востоку и 7.5" к северу от центра родительской галактики.